# Amami Alfredo
Amami Alfredo è un film del 1940 diretto da Carmine Gallone.

## Trama
Una celebre cantante ha posto come condizione al rinnovo del suo contratto con la Scala che sia rappresentata la nuova opera del suo fidanzato, un giovane e sconosciuto compositore. Ma una malattia improvvisa impedisce alla cantante di seguitare la propria carriera. Naturalmente nessuno vuole porre in scena l'opera nuova e, di fronte alle difficoltà generali, anch'ella dubita del valore del proprio fidanzato. Ma Arrigo Boito, che la cantante interpella, dà un giudizio assolutamente lusinghiero sulla composizione. Allora la donna, cui i medici hanno vietato di cantare a rischio della vita, si decide a interpretare ella stessa la musica del fidanzato. Segretamente si fa scritturare in provincia nella La traviata di Verdi, per provare la propria resistenza fisica. La prova riesce magnificamente, il giudizio dei medici si mostra errato e la cantante può portare al successo il lavoro del suo compagno.